# Pastoor Van Haeckeplantsoen

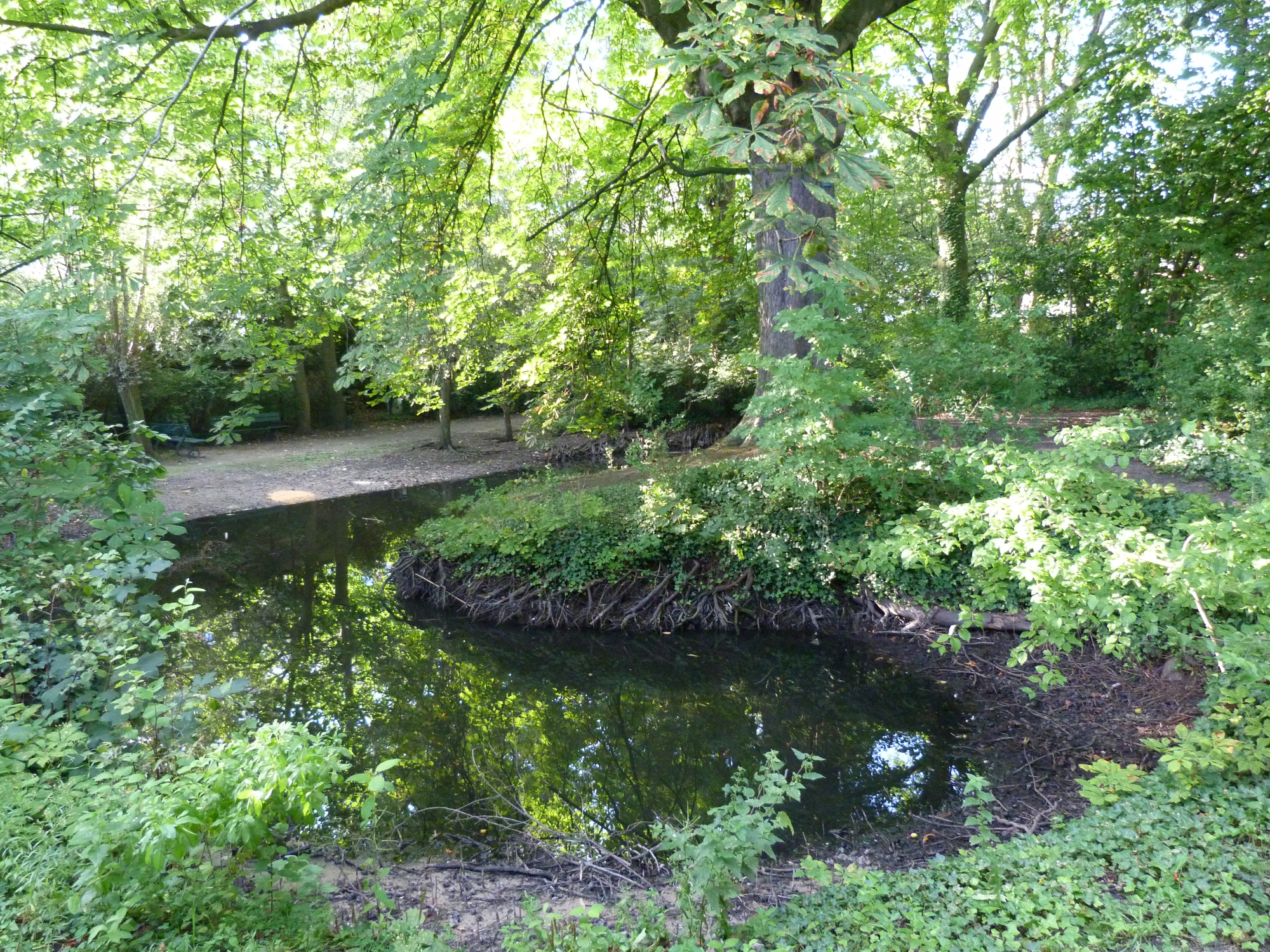
In het hart van het Van Haeckeplantsoen

Het Pastoor Van Haeckeplantsoen is een klein publiek park in Brugge.

## Beschrijving
Oorspronkelijk was dit parkje de tuin van de ondervoorzitter van de rechtbank van eerste aanleg, baron Leon de la Kethulle de Ryhove (1882-1969), die een neoclassicistisch herenhuis bewoonde, gebouwd in 1911, langs de Gulden-Vlieslaan. Dit huis werd in de loop van de jaren 1960 gesloopt en er werd een appartementsgebouw neergezet, dat het begin was van een evolutie naar hoogbouw, die in de jaren 1970 werd afgeremd.
De tuin was bedoeld om een parkeerruimte te worden. Dit werd verhinderd door het opmaken van het Deelplan Sint-Joos dat voorzag in de aankoop van binnentuinen, in het kader van de stadsvernieuwing en de sanering van de in het plan bestudeerde huizenblokken. In 1981 kocht de stad Brugge het parkje de la Kethulle aan. Het werd in het voorjaar van 1983 opgeknapt en publiek toegankelijk gemaakt. Het park is 1.780 m² groot. De eerste eigenaars brachten er een merkwaardig bomenassortiment samen: paardenkastanje, moerascipres, Engelse veldiep, Japanse notenboom, zwarte moerbezie, enz. Het dichtbegroeide park, met centraal een kleine vijver, werd in zijn besloten en mysterieuze sfeer behouden.
Hiervoor paste een wat 'mysterieuze' naam en het werd Pastoor Van Haeckeplantsoen. Hoewel rooms-katholiek priester, was Lodewijk Van Haecke (1829-1912) nooit 'pastoor'. Tijdens zijn loopbaan was hij leraar, onderpastoor en vervolgens kapelaan van de H. Bloedbasiliek. Maar zijn naam leeft voort als 'Paster Van Haecke'. Hij woonde het grootste deel van zijn leven op korte afstand van het parkje, in de Moerstraat.
Van Haecke heeft een dubbele reputatie nagelaten: die van een vrome priester die godvruchtige boekjes schreef en die van een duivelvereerder die zwarte missen opdroeg. Die tweede (klaarblijkelijk onterechte) reputatie had hij te danken aan de Franse romanschrijver Joris-Karl Huysmans. Van Haecke leeft in de Brugse folklore verder vanwege de talrijke grappen, onschuldige schelmenstreken en ironische bemerkingen die hij maakte of die aan hem worden toegeschreven.
Het Pastoor Van Haeckeplantsoen staat als plaatsnaam op de lijst van de Brugse straatnamen ingeschreven, hoewel het eigenlijk geen straatnaam behoeft en er ook geen huisnummers aan verbonden zijn. Het plantsoen is bereikbaar langs de Raamstraat en langs een doorgang in de Ezelstraat.